# Жевакин, Сергей Александрович
Сергей Александрович Жевакин (11 апреля 1916, Москва — 21 февраля 2001, Нижний Новгород) — астроном, кавалер ордена Красной Звезды, Ордена Отечественной войны 1 степени, лауреат Государственной премии СССР, премии имени Ф. А. Бредихина (1965).

## Биография
Родился 11 апреля 1916 года в Москве. Отец, выпускник Императорского московского технического училища Александр Сергеевич Жевакин (10.09.1888, Москва — 01.12.1971, Горький) — сын Сергея Ивановича Жевакина, крестьянина из села Выездное, расположенного рядом с Арзамасом, который стал приказчиком, а потом и хозяином фабрики в Арзамасе. Мать — Гали Николаевна, урождённая Кравченко (28.05.1890, Кострома — 28.10.1967, Горький) происходила из дворян: её дед — декабрист Иосиф Викторович Поджио (1792—1848).
В конце двадцатых годов семья Жевакиных переехала в Нижний Новгород, где Сергей Жевакин и получил образование; сначала учился в школе имени Покровского (ныне — Нижегородский технический лицей № 38), затем — на физико-математическом факультете Горьковского государственного университета, окончив физическое отделение которого в 1939 году по специальности «физика колебаний», работал в Горьковской Центральной военной индустриальной радиолаборатории до своего поступления в 1941 году в аспирантуру к А. А. Андронову.
В июле 1941 года был призван в действующую армию, где прослужил до января 1946 года младшим лейтенантом-связистом; был награждён орденом Красной Звезды и медалями, был дважды ранен. После демобилизации вернулся в аспирантуру, и в 1949 году защитил кандидатскую диссертацию. С 1947 года начал преподавать на кафедре распространения радиоволн Горьковского государственного университета и почти за 30 лет работы на радиофизическом факультете университета перечитал почти все курсы теоретической физики.
В 1956 году состоялась защита докторской диссертации на тему «Теория пульсационной звездной переменности». Оппонентами на защите в Ленинградском государственном университете были физик С. Э. Хайкин и астрофизики Л. Э. Гуревич и В. В. Соболев.
В 1956—1957 годах — преподаватель Пекинского университета.
В 1957 году стал сотрудником НИРФИ, где и проработал до конца своей жизни.
Умер 21 февраля 2001 года в Нижнем Новгороде. Похоронен на кладбище «Марьина Роща».

### Научная деятельность
Занимался вопросами пульсаций переменных звезд. В числе его публикаций:
- К Теории Цефеид // Астрономический журнал. — 1953. — № 30. — С. 161—179.
- К Теории Звездной Переменности // Астрономический журнал. — 1954. — № 31. — С. 141—153.
- К Теории Звездной Переменности // Астрономический журнал. — 1954. — № 31. — С. 335—357
- Physical Basis of the Pulsation Theory of Variable Stars // Annual Review of Astronomy and Astrophysics. — 1963. — P. 367—400.

Ещё одной областью научных интересов Сергея Александровича Жевакина было поглощение радиоволн атмосферными газами. По инициативе М. Т. Греховой в 1960 году он возглавил вновь организованный в НИРФИ отдел распространения миллиметровых и субмиллиметровых волн. В дальнейшем вся научная и научно-организационная деятельность была связана с решением проблем распространения радиоволн в атмосфере Земли и организацией исследований в указанном направлении. В НИРФИ были продолжил работы по исследованию спектральных характеристик атмосферных газов, которые начинал вместе с М. Т. Греховой и В. С. Троицким ранее в ГИФТИ.
Совместно со своей аспиранткой А. А. Викторовой провел расчёт вращательного спектра димеров водяного пара. Им и его учениками, прежде всего А. П. Наумовым, получил классические результаты по форме линий молекулярного поглощения водяного пара и кислорода в атмосфере. Эти исследования стали основой нового направления прикладной радиофизики — дистанционного зондирования параметров атмосферы методами радиотеплолокации. За эту работу коллектив учёных, в который входил Жевакин, получил Государственную премию 1987 года.
Последние научные работы связаны с созданием адекватного описания поглощения микроволн дождями с использованием фрактальных подходов.

### Общественная деятельность
Преподавал на радиофизическом факультете Горьковского университета с 1949 года (кафедра распространения радиоволн), с 1963 года работал на кафедре квантовой радиофизики.
Был членом Международного астрономического союза, Научного совета АН по распространению радиоволн, депутатом районного совета двух созывов.

## Награды
- Орден Красной Звезды (1945)[1]
- Премия имени Ф. А. Бредихина (1965) — за цикл работ по теории звездной переменности[2]
- Орден Отечественной войны 1-й степени (1985)[3]
- Государственная премия СССР (1987) за работы по дистанционному зондированию атмосферы (в составе коллектива ученых)
- Заслуженный Соросовский профессор (1996)
- медали